# Грацинский, Михаил Флорович
Михаил Флорович (Фролович) Грацинский (1800—?) — профессор греческой словесности; первый директор Нижегородского дворянского института. Брат тайного советника, известного педагога И. Ф. Грацинского.

## Биография
Сын сельского диакона, родившийся в 1800 году, с 1808 года учился в Вятской духовной семинарии. С 1817 года учился в Главном педагогическом институте, по окончании которого 25 ноября 1819 года был назначен преподавателем латинского языка в Казанский университет; спустя год стал преподавать в университете греческий язык, а 8 июля 1823 года был утверждён адъюнктом греческой словесности; с 2 февраля 1832 года — экстраординарный профессор.
С 26 апреля 1825 года был учителем латинского языка в 1-й Казанской гимназии; с 1835 года преподавал латинский язык во 2-й Казанской гимназии.
1 августа 1837 года был назначен директором училищ нижегородской губернии; до 1840 года был директором Нижегородской гимназии.
В 1844 году стал директором Нижегородского дворянского института; 22 августа 1846 года отмечен знаком отличия беспорочной службы за 25 лет.
Им был составлен «Греко-российский словарь» (М.: Синодальная типография, 1878. — 1218, III с.).